# Мосэнерго (футбольный клуб)
«Мосэнерго» — российский футбольный клуб из Москвы. Основан в 1980 году. Представлял акционерное общество энергетики и электрификации «Мосэнерго». Лучшее достижение в первенстве России — 4 место в зоне «Запад» второй лиги в 1998 и 2001 годах, в кубке России — выход в 1/16 финала в 1993 году, проигрыш «Асмаралу» (Москва) — 1:2 и в 1999 году, поражение от московского «Динамо» (0:0, пен. 5:6).

## История
В 1980 году по инициативе Валентина Сысоева на заводе по ремонту электротехнического оборудования (РЭТО «Мосэнерго») была создана футбольная команда, в которую входили работники РЭТО и специалисты других предприятий системы Мосэнерго. В 80-е годы команда принимала участие в городских соревнованиях, а в 1991 году выступила в Кубке СССР среди КФК, где дошла до четвертьфинала. В декабре 1991 года основан профессиональный футбольный клуб «Мосэнерго», который стал одним из учредителей и членов образованной в 1992 году Профессиональной футбольной лиги.

## Достижения
- Серебряный призёр 3-й зоны третьей лиги: 1996
- Чемпион Москвы: 1990, 1991
- Бронзовый призёр чемпионата Москвы: 1989
- Чемпион Красногвардейского района Москвы: 1982—1988, 1990
- Обладатель Кубка Красногвардейского района Москвы[4]

## Результаты выступлений в первенстве и кубке России
| Сезон | Лига/Дивизион                | Зона  | Место | Кубок | Примечания               |
| ----- | ---------------------------- | ----- | ----- | ----- | ------------------------ |
| 1992  | Вторая лига                  | 3     | 18    | —     |                          |
| 1993  | Вторая лига                  | 4     | 9     | 1/16  | Выбывание в Третью лигу  |
| 1994  | Третья лига                  | 3     | 6     | 1/64  |                          |
| 1995  | Третья лига                  | 3     | 6     | 1/64  |                          |
| 1996  | Третья лига                  | 3     | 2     | 1/256 | Выход во Вторую лигу     |
| 1997  | Вторая лига/ Второй дивизион | Запад | 16    | 1/32  |                          |
| 1998  | Вторая лига/ Второй дивизион | Запад | 4     | 1/128 |                          |
| 1999  | Вторая лига/ Второй дивизион | Запад | 6     | 1/16  |                          |
| 2000  | Вторая лига/ Второй дивизион | Запад | 5     | 1/256 | Победитель первого круга |
| 2001  | Вторая лига/ Второй дивизион | Запад | 4     | 1/32  |                          |
| 2002  | Вторая лига/ Второй дивизион | Запад | 11    | 1/256 |                          |
| 2003  | Вторая лига/ Второй дивизион | Запад | 12    | 1/128 | Расформирование          |

В 1998—2001 и 2003—2004 годах в Первенстве КФК выступала команда «Мосэнерго» (Ногинск), в 2006 году объединилась с футбольным клубом «Автомобилист» Ногинск, преобразовшись в ФК «Ногинск» (далее — «Знамя» Ногинск).